# Euxoa violaris
Euxoa violaris är en fjärilsart som beskrevs av Augustus Radcliffe Grote och Robinson 1868. Euxoa violaris ingår i släktet Euxoa och familjen nattflyn. Inga underarter finns listade i Catalogue of Life.